# Heraclius II
Heraclius II (Georgisch: ერეკლე II, Erekle II) (Telavi, 7 november 1720 - aldaar, 1 januari 1798) uit het huis Bagrationi was koning van Georgië, die van 1744 tot 1762 heerste over Kachetië en van 1762 tot 1798 over het verenigde koninkrijk Kartli-Kachetië.
Batonisjvili Erekle (Heraclius) was de enige zoon van Teimoeraz II, de koning van het koninkrijk Kachetië in Oost-Georgië, en werd geboren in de stad Telavi. In 1744 werd Teimoeraz ook koning van het koninkrijk Kartli en verleende zijn troon in Telavi daarbij aan zijn zoon. Vader en zoon sloten een sterke alliantie om de Perzische invallers te bevechten en de grenzen van het koninkrijk te verdedigen tegen de voortdurende aanvallen vanuit de Noordelijke Kaukasus. Na de dood van Teimoeraz werd Heraclius in 1762 koning van het verenigde koninkrijk Kartli-Kachetië (of "Kartli en Kachetië") met de hoofdstad Tbilisi. Hij voerde belangrijke hervormingen door met betrekking tot de modernisering van het leger, het bestuur, onderwijs en de economie en perkte de macht van de feodale aristocratie in. Hij zorgde voor een tijdelijk overwicht van Kartli-Kachetië in het oostelijke deel van de Zuidelijke Kaukasus en probeerde alle Georgische koninkrijken en vorstendommen te verenigen, maar wist in 1790 slechts een informele politieke en militaire alliantie te forceren. Zijn buitenlands beleid was sterk op Europa gericht, waarbij hij een verbond zocht met verschillende Europese regeringen tegen Perzië en het Ottomaanse Rijk, maar hij wist hiervoor geen enkele steun te verwerven. Uiteindelijk sloot hij daarom in 1783 het Verdrag van Georgiejevsk met het Russische Rijk. Dit was echter te laat om zijn land nog te verdedigen tegen en verwoestende Perzische invasie van 1795 (zie Slag bij Krtsanisi), die zijn koninkrijk nooit meer te boven kwam. Heraclius II stierf op 1 januari 1798 in zijn geboortestad Telavi en werd begraven in de Svetitschoveli-kathedraal in Mtscheta.
Het leven van koning Heraclius werd voor een groot deel bepaald door de voortdurende militaire veldtochten. Hij stond persoonlijk aan het hoofd van zijn leger in alle veldslagen, leefde vaak als een gewone soldaat en was een symbool van dapperheid en heldendom voor de inwoners. Honderden gedichten, liederen en legendes zijn opgedragen aan deze tragische leider, die vaak "Patara Kachi" ("Kleine Kachetiër") werd genoemd. Heraclius II vocht ongeveer 500 veldslagen en verloor er 3 vanwege verraad. Zijn dood vormde een grote tragedie voor veel inwoners van zijn rijk en velen geloofden dat dit het einde van zijn koninkrijk was. Slechts 2 jaar later kwam inderdaad een einde aan de Georgische onafhankelijkheid: tsaar Paul I schond het Verdrag van Georgievsk en annexeerde het koninkrijk Kartli-Kachetië in 1801.